# U-Bahnhof Josephsplatz
Der U-Bahnhof Josephsplatz ist ein Bahnhof der Münchner U-Bahn.
Der Bahnhof wurde am 18. Oktober 1980 eröffnet und liegt in der Maxvorstadt nahe der St.-Joseph-Kirche, nach welcher der Josephsplatz benannt ist; dieser wiederum gab dem Bahnhof seinen Namen. Wie die anderen U-Bahnhöfe der damaligen Linie U8/1, die 1980 eröffnet wurden, ist auch der Bahnhof Josephsplatz schlicht gestaltet. Die Hintergleiswände bestehen aus grünlichen Wandpaneelen, der Boden wurde mit Isarkiesel-Kunststeinen ausgelegt, die Säulen wurden mit blauen Fliesen verkleidet, und die zwei Lichtbänder wurden mit Aluminium-Lamellen verblendet.

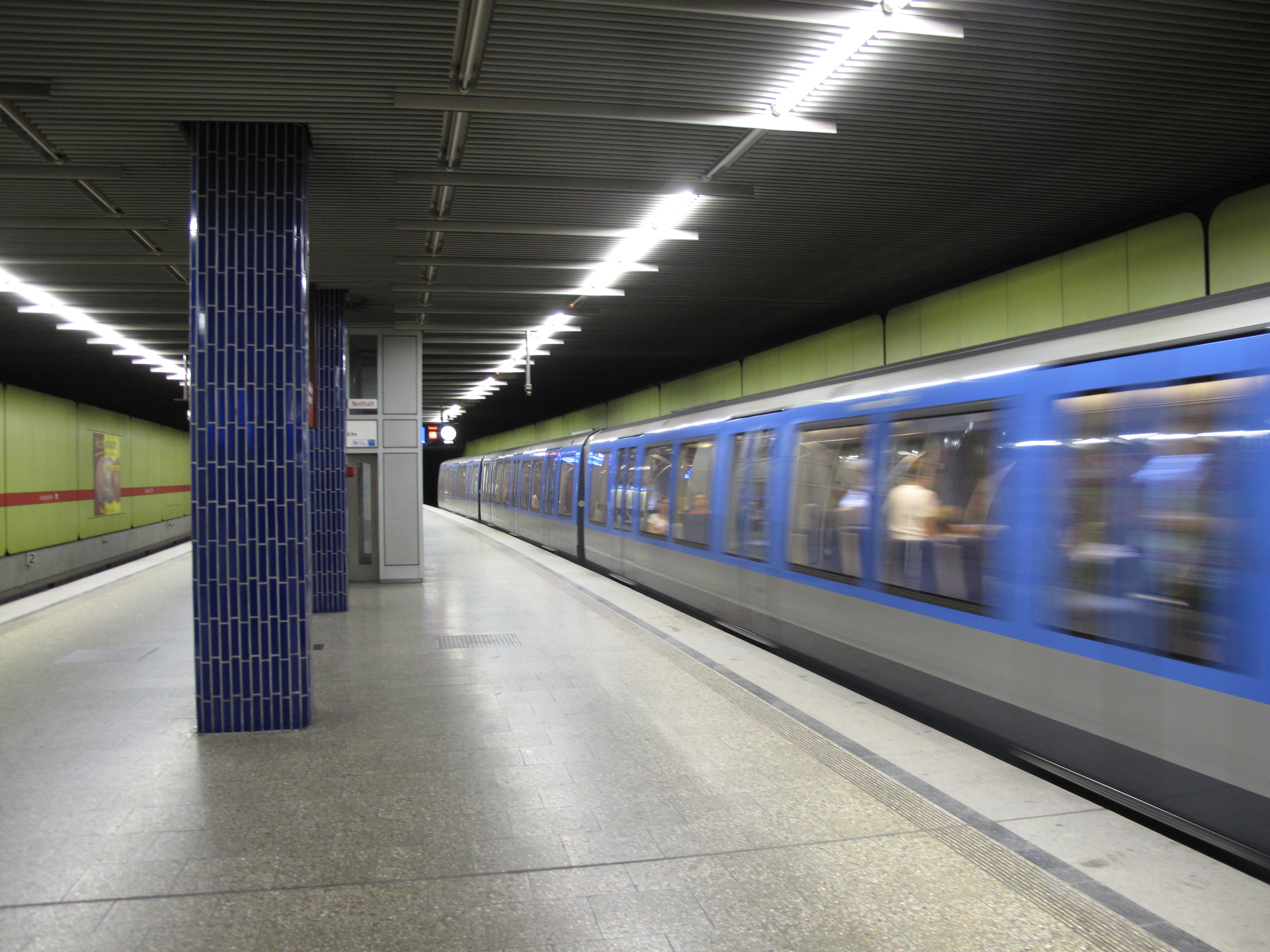
U-Bahnhof Josephsplatz

| Linie | Linienverlauf |
| ----- | --- |
| U2    | Feldmoching – (1065 m) – Hasenbergl – (631 m) – Dülferstraße – (1112 m) – Harthof – (962 m) – Am Hart – (1010 m) – Frankfurter Ring – (657 m) – Milbertshofen – (1094 m) – Scheidplatz – (1103 m) – Hohenzollernplatz – (756 m) – Josephsplatz – (513 m) – Theresienstraße – (730 m) – Königsplatz – (583 m) – Hauptbahnhof – (905 m) – Sendlinger Tor – (746 m) – Fraunhoferstraße – (1116 m) – Kolumbusplatz – (711 m) – Silberhornstraße – (553 m) – Untersbergstraße – (654 m) – Giesing – (1280 m) – Karl-Preis-Platz – (868 m) – Innsbrucker Ring – (1576 m) – Josephsburg – (978 m) – Kreillerstraße – (1207 m) – Trudering – (959 m) – Moosfeld – (1683 m) – Messestadt West – (925 m) – Messestadt Ost |
| U8    | nur samstags: Olympiazentrum – (944 m) – Petuelring – (832 m) – Scheidplatz – (1103 m) – Hohenzollernplatz – (756 m) – Josephsplatz – (513 m) – Theresienstraße – (730 m) – Königsplatz – (583 m) – Hauptbahnhof – (905 m) – Sendlinger Tor – (746 m) – Fraunhoferstraße – (1116 m) – Kolumbusplatz – (711 m) – Silberhornstraße – (553 m) – Untersbergstraße – (654 m) – Giesing – (1280 m) – Karl-Preis-Platz – (868 m) – Innsbrucker Ring – (982 m) – Michaelibad – (1708 m) – Quiddestraße – (778 m) – Neuperlach Zentrum |